# Tetraciclina
La tetraciclina (en anglès: Tetracycline) és un antibiòtic d'ampli espectre produït pel gènere d'actinobacteris Streptomyces, que està indicada contra moltes infeccions bacterianes. Actua inhibint la síntesi de proteïnes. Es fa servir per al tractament de l'acnè i ha jugat un gran paper per disminuir la mortalitat pel còlera. Comercialment es presenta amb les marques Sumycin, Terramycin, Tetracyn, i Panmycin, entre d'altres. Actisite és en forma de fibres en aplicacions dentals. Hi ha tota una sèrie de derivats coneguts com a antibiòtics tetraciclins.

## Història
Va ser descobert en productes naturals per Benjamin Minge Duggar i descrit el 1948. El primer antibiòtic d'aquest tipus va ser l'Aureomycin, el 1945.
Les mòmies de Núbia estudiades el 1990 van presentar alts nivells de tetraciclina; evidenciant que la cervesa que prenien en aquells temps n'era la font.

## Precaucions, contraindicacions i efectes secundaris
- Taques en les dents en desenvolupament
- Pot haver decoloració de les dents en nens
- Inactivat per l'ió Ca2+, no s'ha de prendre amb llet, iogurt, i altres lactis
- Inactivat per l'alumini, ferro i zinc, no s'ha de prendre a conjuntament de remeis contra la indigestió
- Inactivat per antiàcids comuns
- Fotosensivitat en la pell; no es recomana prendre el sol ni la llum intensa
- Induïda per medicaments lupus, i hepatitis
- Pot induir fetge gra microvesicular.
- Tinnitus
- Pot interferir amb methotrexate
- Pot causar complicacions respiratòries i també xoc anafilàctic en alguns individus
- Evitar-la en embaràs pot afectar el creixement dels ossos del fetus
- Passa a la llet materna i s'ha d'evitar alletar els infants[3]